# بارهنگ کتانی
بارهنگ کتانی، اسپرزه (نام علمی: Plantago psyllium) یکی از گونه‌های سرده بارهنگ است.